# Kąty (hromada Busk)
Kąty (ukr. Кути) – wieś w obwodzie lwowskim, w rejonie złoczowskim. na Ukrainie.
Znajduje się tu przystanek kolejowy Kąty, położony na linii Lwów – Zdołbunów.
Do 2020 w rejonie buskim. 

## Położenie
Na podstawie Słownika geograficznego Królestwa Polskiego i innych krajów słowiańskich to: wieś w powiecie brodzkim, położona 12 km na południowy zachód od Brodów, 6 km na północny wschód od stacji kolejowej w Ożydowie, tuż na północ od sądu powiatowego i urzędu pocztowego w Olesku.

## Zabytki
- parterowy dwór wybudowany w stylu klasycystycznym. Obiekt otaczał piękny park o pow. 15 ha[3].
- Cerkiew pw. św. Michała z 1697 roku.